# Prima Categoria Abruzzo 1965-1966
Il campionato di calcio di Prima Categoria 1965-1966 è stato il V livello del campionato italiano. A carattere regionale, fu il settimo campionato dilettantistico con questo nome dopo la riforma voluta da Zauli del 1958.
Questi sono i gironi organizzati della regione Abruzzo.

## Stagione
In questo campionato le squadre molisane sono aggregate al Comitato Regionale Campano.
A causa delle notevoli distanze chilometriche al Termoli fu concessa la partecipazione ai campionati gestiti dal Comitato Regionale Abruzzese.

### Girone A

#### Squadre partecipanti
| Squadra                | Città (provincia)         | Stagione precedente |
| ---------------------- | ------------------------- | ------------------- |
| S.P. Atri              | Atri (TE)                 |                     |
| A.S. Città Sant'Angelo | Città Sant'Angelo (PE)    |                     |
| S.S. Francavilla       | Francavilla al Mare (CH)  |                     |
| G.S. Interamnia        | Teramo                    |                     |
| A.P. Montesilvano      | Montesilvano (PE)         |                     |
| A.S. Mosciano          | Mosciano Sant'Angelo (TE) |                     |
| G.S. Nino Mezzanotte   | Pescara                   |                     |
| A.C. Ortona            | Ortona (CH)               |                     |
| A.S. Penne             | Penne (PE)                |                     |
| U.S. Pro Lanciano      | Lanciano (CH)             |                     |
| A.S. Pro Vasto         | Vasto (CH)                |                     |
| S.P. Rosetana          | Roseto degli Abruzzi (TE) |                     |
| U.S. Sanvitese         | San Vito Chietino (CH)    |                     |
| U.S. Termoli           | Termoli (CB)              |                     |
| U.S. Ursus Pescara     | Pescara                   |                     |

#### Classifica finale
|  | Pos. | Squadra           | Pt | G  | V  | N  | P  | GF | GS | DR  |
|  | ---- | ----------------- | -- | -- | -- | -- | -- | -- | -- | --- |
|  | 1.   | Pro Vasto         | 47 | 28 | 20 | 7  | 1  | 70 | 15 | +55 |
|  | 2.   | Rosetana          | 46 | 28 | 21 | 4  | 3  | 64 | 18 | +46 |
|  | 3.   | Termoli           | 36 | 28 | 13 | 10 | 5  | 39 | 19 | +20 |
|  | 4.   | Pro Lanciano      | 34 | 28 | 14 | 6  | 8  | 49 | 25 | +24 |
|  | 5.   | Penne             | 30 | 28 | 11 | 8  | 9  | 36 | 38 | -2  |
|  | 6.   | Sanvitese         | 28 | 28 | 11 | 6  | 11 | 31 | 31 | 0   |
|  | 7.   | Montesilvano      | 27 | 28 | 8  | 11 | 9  | 30 | 31 | -1  |
|  | 8.   | Interamnia        | 24 | 28 | 8  | 8  | 12 | 31 | 39 | -8  |
|  | 9.   | Nino Mezzanotte   | 24 | 28 | 7  | 10 | 11 | 27 | 42 | -15 |
|  | 10.  | Atri              | 23 | 28 | 6  | 11 | 11 | 29 | 42 | -13 |
|  | 11.  | Ortona            | 22 | 28 | 8  | 6  | 14 | 34 | 42 | -8  |
|  | 12.  | Ursus Pescara     | 21 | 28 | 7  | 7  | 14 | 27 | 52 | -25 |
|  | 13.  | Mosciano          | 20 | 28 | 8  | 4  | 16 | 31 | 53 | -22 |
|  | 14.  | Città Sant'Angelo | 19 | 28 | 5  | 9  | 14 | 34 | 57 | -23 |
|  | 15.  | Francavilla       | 19 | 28 | 5  | 9  | 14 | 27 | 55 | -28 |

Legenda:
      Ammesso alle finali regionali.
  Retrocesso e in seguito riammesso.
      Retrocesso in Prima Divisione.
Regolamento:
Due punti a vittoria, uno a pareggio, zero a sconfitta.
Pari merito in caso di pari punti e spareggi in caso di pari punti in zona promozione e retrocessione.

### Girone B

#### Squadre partecipanti
| Squadra               | Città (provincia)          | Stagione precedente |
| --------------------- | -------------------------- | ------------------- |
| A.C.L.I. L'Aquila     | L'Aquila                   |                     |
| S.P. Amiternum        | Scoppito (AQ)              |                     |
| A.S. Aquilotti        | Avezzano (AQ)              |                     |
| G.S. Bussi            | Bussi sul Tirino (PE)      |                     |
| Pol. C.E.P.           | Castel di Sangro (AQ)      |                     |
| A.S. Castelvecchio    | Castelvecchio Subequo (AQ) |                     |
| U.S. Chieti Scalo     | Chieti                     |                     |
| A.S. Cliternum        | Celano (AQ)                |                     |
| Pol. Forza e Coraggio | Avezzano (AQ)              |                     |
| U.S. Nike Onarmo      | Chieti                     |                     |
| Pol. Oratoriana       | L'Aquila (AQ)              |                     |
| Orione                | Avezzano (AQ)              |                     |
| A.S. Popoli           | Popoli (PE)                |                     |
| S.S. Sulmona          | Sulmona (AQ)               |                     |

#### Classifica finale
|  | Pos. | Squadra                   | Pt       | G  | V | N | P | GF | GS | DR |
|  | ---- | ------------------------- | -------- | -- | - | - | - | -- | -- | -- |
|  | 1.   | Forza e Coraggio Avezzano | 47       | 22 |   |   |   |    |    |    |
|  | 2.   | Sulmona                   | 41       | 22 |   |   |   |    |    |    |
|  | 3.   | C.E.P.                    | 31       | 22 |   |   |   |    |    |    |
|  | 4.   | Orione                    | 30       | 22 |   |   |   |    |    |    |
|  | 5.   | Bussi                     | 28       | 22 |   |   |   |    |    |    |
|  | 6.   | Chieti Scalo              | 25       | 22 |   |   |   |    |    |    |
|  | 7.   | A.C.L.I. L'Aquila         | 24       | 22 |   |   |   |    |    |    |
|  | 8.   | Nike Onarmo               | 24       | 22 |   |   |   |    |    |    |
|  | 9.   | Oratoriana                | 21       | 22 |   |   |   |    |    |    |
|  | 10.  | Cliternum                 | 18       | 22 |   |   |   |    |    |    |
|  | 11.  | Amiternum                 | 14       | 22 |   |   |   |    |    |    |
|  | 12.  | Popoli                    | 11       | 22 |   |   |   |    |    |    |
|  | --   | Aquilotti                 | Ritirato |    |   |   |   |    |    |    |
|  | --   | Castelvecchio             | Ritirato |    |   |   |   |    |    |    |

Legenda:
      Ammesso alle finali regionali.
  Retrocesso e in seguito riammesso.
      Retrocesso in Prima Divisione.
Regolamento:
Due punti a vittoria, uno a pareggio, zero a sconfitta.
Pari merito in caso di pari punti e spareggi in caso di pari punti in zona promozione e retrocessione.
Nota bene: La classifica tiene conto anche dei risultati delle 12 squadre rimanenti contro le due squadre ritirate, riguardo al girone di andata.

## Finali regionali
|                           | Risultato |                           | Luogo e data             |
| ------------------------- | --------- | ------------------------- | ------------------------ |
| Forza e Coraggio Avezzano | 1 - 0     | Pro Vasto                 | Avezzano, 22 maggio 1966 |
|                           |           |                           |                          |
| Pro Vasto                 | 1 - 0     | Forza e Coraggio Avezzano | Vasto, 29 maggio 1966    |
|                           |           |                           |                          |

### Spareggio
|                           | Risultato |           | Luogo e data           |
| ------------------------- | --------- | --------- | ---------------------- |
| Forza e Coraggio Avezzano | 1 - 0     | Pro Vasto | Pescara, 5 giugno 1966 |
|                           |           |           |                        |

- Il Avezzano è promosso in Serie D 1966-1967.

### Libri
- Annuario F.I.G.C. 1965-1966, Roma (1966) conservato presso:
  - tutti i Comitati Regionali F.I.G.C.-L.N.D.;
  - la Lega Nazionale Professionisti;
  - la Biblioteca Nazionale Centrale di Firenze;
  - la Biblioteca Nazionale Centrale di Roma;

### Giornali
- Archivio della Gazzetta dello Sport, anni 1965 e 1966, consultabile presso le Biblioteche:
  - Biblioteca Nazionale Braidense di Milano;
  - Biblioteca Nazionale Centrale di Firenze;
  - Biblioteca Nazionale Centrale di Roma;
  - Biblioteca Civica Berio di Genova;
  - e presso Emeroteca del C.O.N.I. di Roma (non è online ma è da consultare in sede).